# Mas de l'Horta d'en Cervera
El Mas de l'Horta d'en Cervera és un mas a l'oest del nucli urbà de la població de la Selva de Mar (Alt Empordà), damunt del paratge de les Planes, a l'inici de la zona coneguda com els Gatiens. El Mas de l'Horta és una de les masies emblemàtiques del municipi, situada en un dels indrets més característics. Com tantes altres masies de les comarques marítimes probablement fou fortificada per prevenir el perill de la pirateria, que durant el segle xvi i XVII va augmentar consideradament. Aquest seria un fenomen que explicaria la presència de la majoria de les masies fortificades pròximes. És significativa la seva situació en un indret no visible des del mar.
Masia de planta més o menys rectangular, formada per tres cossos adossats i distribuïda en planta baixa i pis. El nucli central, de planta quadrada a manera de torre, presenta actualment la teulada a un sol vessant i tres plantes d'alçada. Presenta petites obertures rectangulars, a manera d'espitlleres, al nivell superior i tot el parament exterior es troba arrebossat amb abundant morter de calç.
Vers el sud se li adossa un cos de planta rectangular de dimensions més grans, de construcció més recent. Presenta la coberta a un sol vessant de teula i, el pis superior, és bastit amb totxos i ciment, amb un dels paraments arrebossat. En el punt d'unió d'ambdues estructures hi ha un contrafort bastit amb pedra, que els reforça. L'últim cos edificat s'adossa als anteriors pel costat est. De planta rectangular, amb la coberta a un sol vessant de teula i distribuït en una sola planta, té l'accés principal a la façana sud a través d'una porta rectangular, amb una biga de fusta a la zona de la llinda. Al costat hi ha una porta rectangular, actualment tapiada, amb els brancals bastits amb carreus de pissarra desbastats i la llinda monolítica. L'interior de l'edifici presenta, a la planta baixa, sostres coberts amb voltes de canó combinats amb sostres embigats. Les estances es comuniquen mitjançant arcs de mig punt bastits amb lloses de pedra disposades a sardinell. En origen, els baixos eren destinats a estables i magatzems, i el pis a habitatge. El sector nord del mas presenta un mur que delimita la zona de pati o corral interior tancat. Al sud-est, separat de l'edifici, hi ha un petit safareig de planta rectangular. La construcció és bastida amb pedra desbastada de diverses mides, lligada amb morter de calç.